# Königsberg (kruiser)

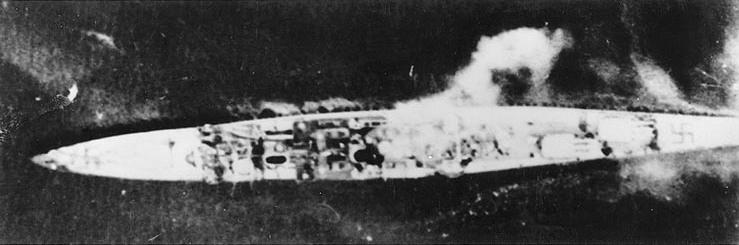
De Königsberg wordt aangevallen door de RAF in Bergen

De Königsberg was een lichte kruiser van de K-klasse bij de Duitse Reichsmarine en Kriegsmarine. Zusterschepen waren de Köln en de Karlsruhe.

## Inzet
De Königsberg (Kruiser B) werd in april 1929 in dienst gesteld. Het schip maakte verscheidene reizen naar het buitenland, onder andere naar Groot-Brittannië voor vlootvlagvertoon. De Königsberg voerde operaties uit langs de Spaanse kust van november 1936 tot januari 1937 tijdens de Spaanse Burgeroorlog. Het ontwerp en de constructie van de kruiser voldeden niet zo goed, waardoor deze feitelijk niet geschikt was voor commerciële doeleinden of diep-wateroperaties. Toen de Tweede Wereldoorlog in september 1939 uitbrak, deed het schip dienst als torpedo-opleidingsschip in de Oostzee en vervolgens werd het gebruikt voor het leggen van zeemijnen in de Noordzee tijdens Operatie Westwall. De kruiser werd het vlaggenschip van de bevelhebber van de verkenningsstrijdkrachten.

### Noorwegen
Begin april 1940 nam de Königsberg deel aan de Duitse aanvalsvloot Gruppe 3, tijdens de invasie van Noorwegen (Operatie Weserübung). Samen met het zusterschip Köln, de kanonneerboot Bremse en de torpedoboten Wolf en Leopard, brachten ze vanuit Wilhelmshaven troepen aan land bij Bergen, Noorwegen. De Königsberg en Bremse werden echter op 9 april 1940 beschadigd door de Noorse kustartillerie van het fort Kvarven, waardoor ze beiden in de haven van Bergen bleven liggen, terwijl de andere schepen terugkeerden naar Duitsland.
De volgende dag vielen 16 Blackburn Skua-duikbommenwerpers aan van de Britse Marineluchtmacht (zeven toestellen van het 800ste Marine Air Force Squadron en negen toestellen van het 803ste Marine Air Force Squadron), die opgestegen waren vanaf de basis RNAS Hatston, op de Orkney-eilanden. De Britse bommenwerpers wisten drie bommen rechtstreeks op het schip en nog twee andere bommen zo dicht bij het schip te laten vallen dat deze ook schade veroorzaakten; het oorlogsschip kapseisde en zonk in de haven van Bergen.
Het wrak werd op 17 juli 1942 gelicht en in maart 1943 werd het gebruikt als aanlegpier voor U-boten. Het wrak kapseisde weer op 22 september 1944 en werd gesloopt na het einde van de Tweede Wereldoorlog in Bergen.

## Commandanten
- Freg.Kpt. Wolf von Trotha - 17 april 1920 - 24 juni 1929
- FK Robert Withoeft-Emden - 24 september 1929 - 27 september 1930
- FK Hermann Densch - 27 september 1930 - 25 september 1932
- FK/Kpt-zur-See Otto von Schrader - 25 september 1932 - 25 september 1934 (Bevorderd KzS op 1 april 1933.)
- FK/KzS Hubert Schmundt - 25 september 1934 - 27 september 1935 (Bevorderd KzS op 1 oktober 1934.)
- FK/KzS Theodor Paul - 27 september 1935 - 16 februari 1937 (Bevorderd KzS tijdens de ambtstermijn van de opdracht; datum onbekend.)
- KzS Robin Schall-Emden - 16 februari 1937 - 2 november 1938
- KzS Ernst Scheurlen - 2 november 1938 - 27 juni 1939
- KzS Kurt-Caesar Hoffmann - 27 juni 1939 - 15 september 1939
- KzS Heinrich Ruhfus - 14 september 1939 - 10 april 1940 (Ondergang van de Königsberg.)